# Delivery Hero
A Delivery Hero egy globális, étel-házhozszállítással foglalkozó vállalat, a székhelye Berlinben található. A vállalat körülbelül 70 országban működik, a legfontosabb piacai Délkelet-Ázsia és a Közel-Kelet. A vállalatot jegyzik a tőzsdén, és szerepel harminc legjelentősebb német vállalatot tömörítő DAX tőzsdei indexben. A vállalatot 2011-ben Németországban alapították, azonban ott már nem folytat kiszállítási tevékenységet. A magyar Foodora tulajdonosa.

## Üzleti modell
A vállalat különböző országokban más-más márkanéven működik. A szolgáltatás platformot biztosít az éttermek számára, ahol az ügyfelek egyszerűen ételt rendelhetnek tőlük. A szolgáltatáshoz tartozik a házhozszállítás is, vagyis az étteremi fogyasztás helyett kiszállítják az ételt. A kiszállítás elsősorban kerékpárral és robogóval történik. Az éttermek havonta, illetve a kiszállítások szerint is fizetnek.

## Márkanevek
A vállalat különböző piacokon különböző márkanevek alatt folytatja a tevékenységét. A Delivery Hero márkanevet B2C piacokon nem használják.
- Foodpanda (Ázsia, Románia, Bulgária)
- Foodora (Svédország, Magyarország)
- DameJídlo (Csehország)
- Talabat (Közel-Kelet)
- Hunger Station (Egyesült Arab Emirátusok)
- Yemeksepeti (Törökország)